# Raça pura

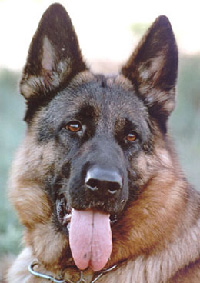
Cão pastor-alemão de raça pura

Raça pura ou puro-sangue são nomes dados à raças de animais obtidas através do processo de seleção artificial, e que têm sua árvore genealógica conhecida e certificada com stud book fechado.
Animais de raça pura são prole de dois animais da mesma raça com genealogia certificada em documento (pedigree) emitido por órgão especializado, e cuja árvore genealógica pode ser traçada através de inúmeras gerações até a base ou fundação genética da raça em questão, o que corresponde aos primeiros cães que entraram no stud book (Livro de registros genealógicos), dos quais todos os outros cães da mesma raça inevitavelmente descendem. Muitas raças possuem variados níveis de endogamia na sua composição.
O termo puro-sangue é ocasionalmente confundido com o substantivo próprio Puro-sangue inglês, que refere-se exclusivamente a uma determinada raça de cavalo, uma das primeiras raças a possuir um stud book nacional desde o século XVIII.

## Tipicidade racial - fenótipo e genótipo

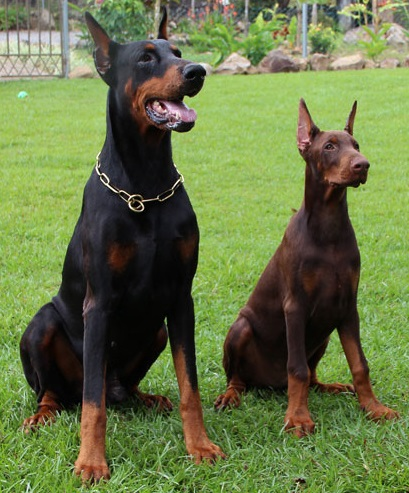
Dois cães da raça Dobermann, pai e filho.

No mundo da criação seletiva de animais, os espécimes de uma raça animal produzirão proles típicas quando acasalados com semelhantes; isto é, a progênie de quaisquer dois indivíduos da mesma raça mostrará características consistentes, replicáveis e previsíveis. Um filhote de cachorro de dois cães de raça pura da mesma raça, por exemplo, exibirá os traços de seus pais, e não os traços de todas as raças que fizeram parte da ancestralidade da raça em questão.
No entanto, a criação de animais a partir de um conjunto de genes pequeno demais, especialmente direto de consanguinidade, pode levar à transmissão de características indesejáveis, ou mesmo um colapso da  população de uma raça devido à depressão de consanguinidade. Portanto, esta é uma questão, e muitas vezes acaloradas controvérsias sobre quando ou se uma raça pode precisar do material genético fora do registro do stud book, ou de uma raça diferente, a fim de melhorar a saúde geral e o vigor da raça.
Porque a reprodução entre cães puros cria um fundo genético limitado e endogâmico, raças puras de animais também são suscetíveis a uma vasta gama de problemas de saúde congênitos. Este problema é especialmente prevalente na competitiva criação de cães de exposição devido a singular ênfase em estética, em detrimento de saúde ou função. Tais problemas também ocorrem dentro de certos segmentos da criação de cavalos, por razões semelhantes. O problema é ainda mais agravado quando os criadores realizam cruzamentos consanguineos. O efeito oposto ao restrito conjunto de genes causado por cruzamento entre animais da mesma raça pura é conhecido como vigor híbrido, o que geralmente resulta em animais mais saudáveis, porém meio-sangue ou mestiços.

## Pedigree

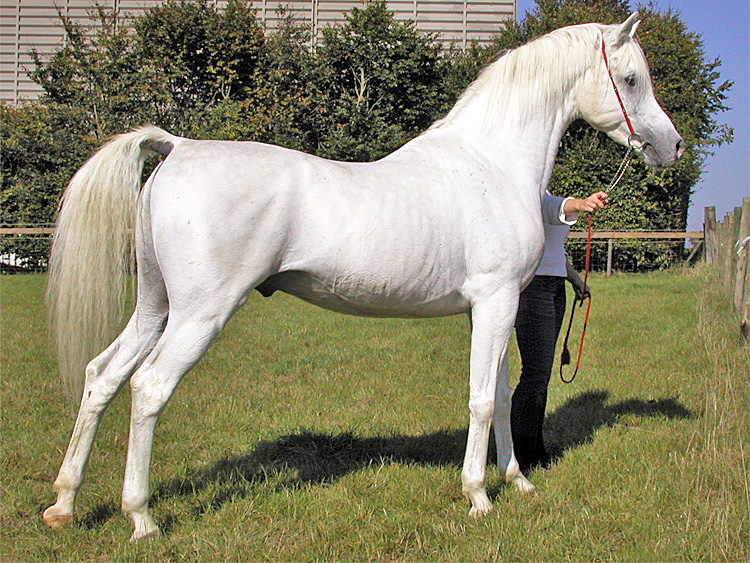
Um cavalo Árabe puro-sangue.

Um animal com pedigree é aquele que tem a sua ascendência ou árvore genealógica registrada num documento. Muitas vezes, o documento do pedigree é controlado por um importante clube ou associação especializada. O número de gerações necessárias varia de raça para raça, mas todos os animais de pedigree obtêm seus certificados de clubes que atestam a sua ascendência.
A palavra "pedigree" apareceu na língua inglesa em 1410 como "pee de Grewe", "pedegrewe" ou "pedegru", cada uma dessas palavras sendo emprestadas do francês médio "pié de grue", com o significado de "pé de grou". Isso advém de uma analogia visual entre o formato de um pé de ave e as três linhas usadas nos registros oficiais ingleses para representar as ramificações de uma árvore genealógica.
Às vezes, o termo raça pura é usado como sinônimo com pedigree, mas raça-pura refere-se ao animal ter uma ascendência conhecida, e pedigree refere-se ao registro em documento. Nem todos os animais de raça pura tem sua linhagem registrada na forma escrita. Por exemplo, até o século XX, os Beduínos, povo da península Arábica apenas registraram a ascendência de seus cavalos Árabes através de uma tradição oral, apoiada pela tomada de posse da religiosidade baseada em juramentos como asil ou criação "pura" do animal. Por outro lado, alguns animais podem ter um pedigree emitido ou mesmo um registro, mas não podem ser considerados "puro-sangue". Hoje, o moderno cavalo Anglo-Árabe, uma cruza de linhagens de Puro-sangue inglês e cavalo Árabe, é considerado um caso como este, onde os animais possuem o pedigree mostrando sua ascendência apesar de não serem de raça pura.
De outra forma algumas entidades realizam análises técnicas profissionais de cães, a fim de identificar se compreendem o padrão das raças, para que possa emitir o documento de Pedigree como forma de reconhecimento autêntico de compreensão do padrão da raça. O padrão da raça é determinado, entre outros, pelo peso, tamanho, formato do crânio, tórax, trufa dentre outros atributos físicos típicos e característicos de cada raça.
Os documentos de Pedigree emitidos para cães que passam por este tipo de análise são chamados de Registro Inicial, pois determinam o início de uma genealogia.

## Animais de raça pura

### Cães de raça pura

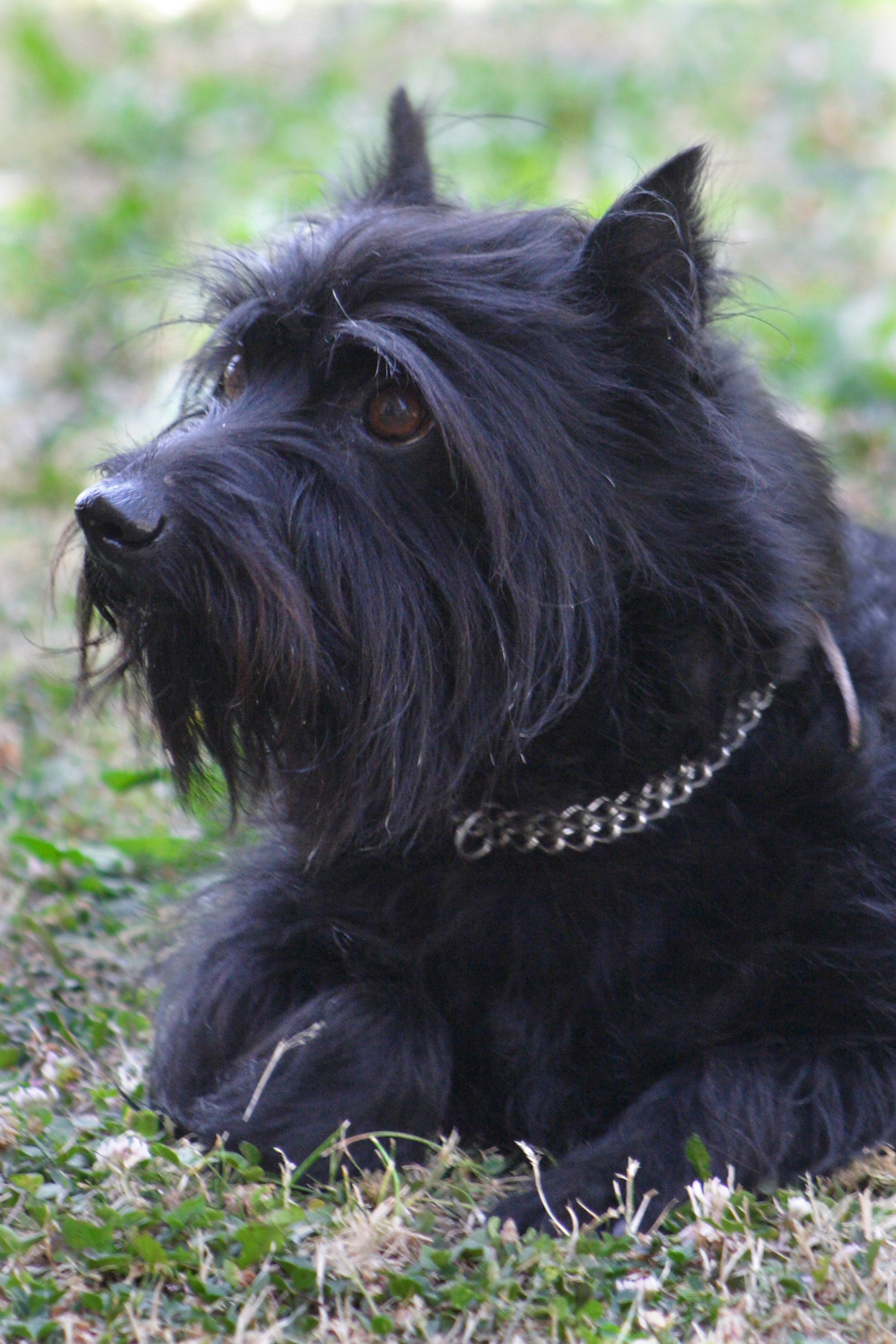
Schnauzer miniatura, cão de raça pura

Um cão de raça pura é um cão de uma raça canina moderna, com a árvore genealógica registrada em documentação (pedigree) escrita, mostrando que o indivíduo puro-sangue descende da base de fundação da sua raça. Em cães, o termo raça é utilizado de duas maneiras: frouxamente, para referir-se ao tipos caninos ou variedades autóctones de cão (também chamados de raças naturais, crioulas ou land-races); ou, mais precisamente, para referir-se as raças modernas de cães, que estão documentadas, de modo a serem conhecidas por serem descendentes de antepassados específicos, que de perto se assemelham a outros de sua raça na aparência, movimentação, maneira de trabalhar e de outras características; e que produzem a prole muito semelhante entre si e os seus pais. Cães de raça pura são raças no segundo sentido.
Novas raças de cães estão constantemente sendo criadas, e existem muitos websites de novas associações de cães de raça e clubes de raças oferecendo registros legítimos para raças novas ou raras. Quando os cães de uma nova raça são "visivelmente semelhantes entre si na maioria das características" e descendem documentadamente confiável a partir de uma "conhecida e designada base de fundação", então podem ser considerados membros de uma raça, e, se um cão é documentado e registrado, ele pode ser chamado de puro sangue ou de raça pura.
Algumas raças de cães eram consideradas como subespécies, porém, com estudos científicos mostrando que o Lobo-cinzento (Canis lupus) era o ancestral direto dos cães, portanto tal afirmação é cientificamente incorreta.
- Canis familiares intermedius - Lebréu
- Canis familiares inostrancewi - Collies
- Canis familiares leineri - Pinscher
- Canis familiares metris optimae - Pastor alemão

### Cavalos de raça pura

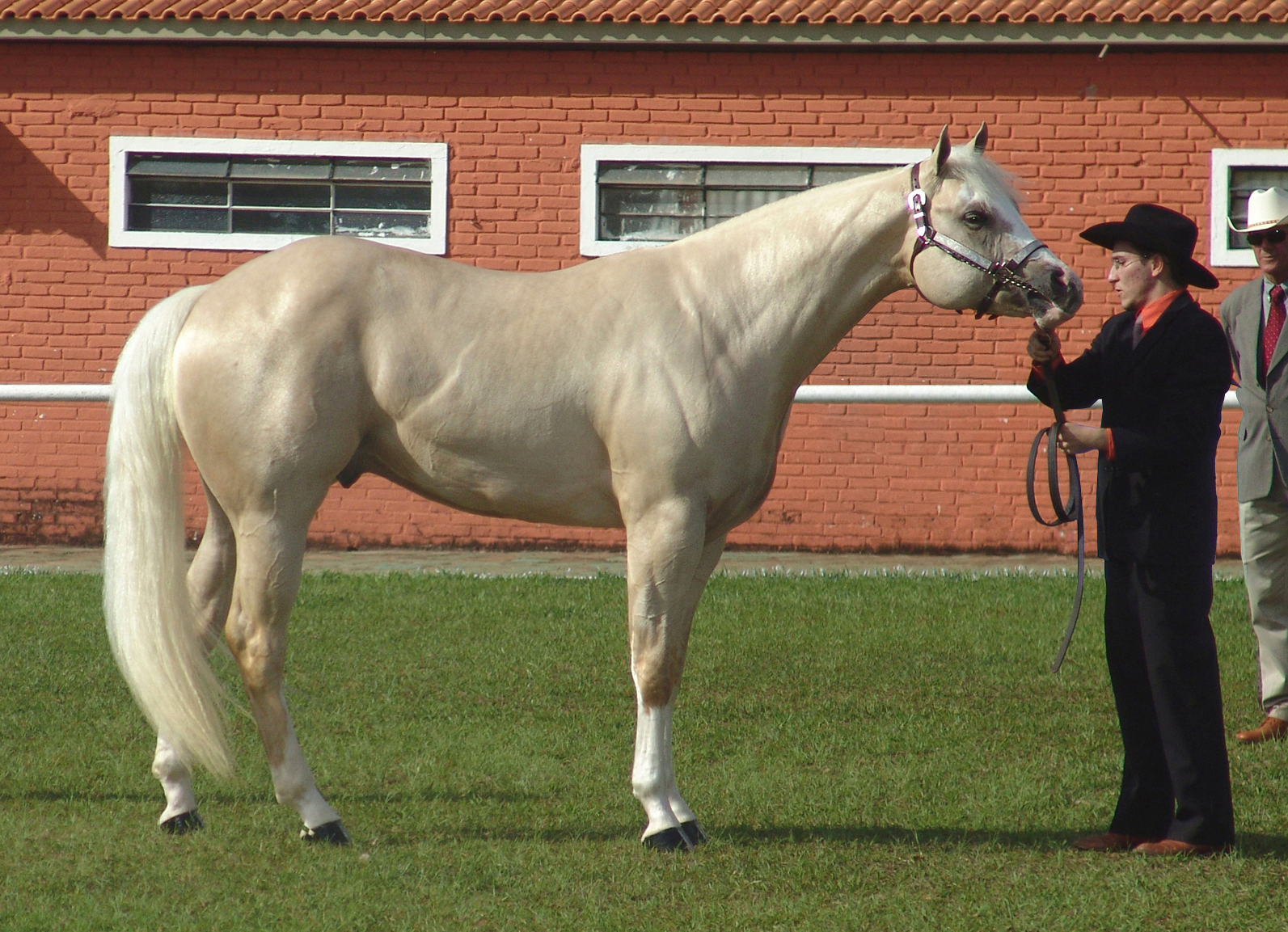
Cavalo Quarto-de-milha

A domesticação do cavalo resultou em um pequeno número de garanhões domesticados (possivelmente um único macho ancestral) sendo cruzados com éguas selvagens que se adaptaram às condições locais. Este, finalmente, produziu cavalos de quatro tipos de corporais, uma vez pensados para serem protótipos selvagens, mas agora considerados landraces. Muitos desses animais foram, então, criados fielmente ao tipo original por reprodução seletiva, embora enfatizando certas características inerentes (como um bom temperamento adequado para treinamento por seres humanos) em maior grau do que outros. Em outros casos, cavalos de diferentes tipos foram cruzados até que um critério desejado foi alcançado.
Histórias escritas e orais de vários animais ou pedigrees de certos tipos de cavalo tem sido mantidos ao longo da história, apesar dos stud books de registro de raça serem rastreados apenas por volta do século XIII, pelo menos na Europa, quando os pedigrees foram registados por escrito, e a prática de declarar um tipo de cavalo para ser de raça ou puro-sangue tornou-se mais difundido.
Certas raças de cavalos, como o cavalo Andaluz e o cavalo Árabe, são reivindicados por aficionados das respectivas raças como raças antigas, quase puras, descendentes de um ancestral selvagem, apesar de que o mapeamento do genoma do cavalo, bem como o dna mitocondria e y-DNA de várias raças refutaram amplamente tais afirmações.

### Gatos de raça pura

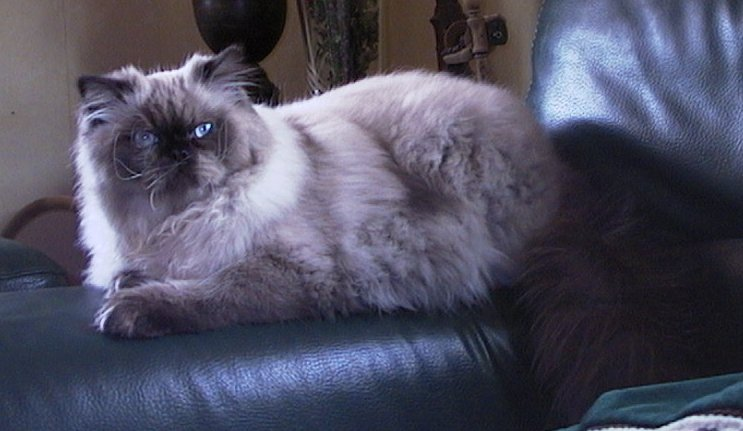
Gato Himalaio puro-Sangue

Um gato cuja ascendência é registrada formalmente é chamado gato com pedigree ou gato de raça pura. Tecnicamente, um gato de raça pura é aquele cuja ascendência contém apenas os indivíduos de uma mesma raça. Um gato com pedigree é aquele cuja ascendência é registrada, mas pode ter ancestrais de diferentes raças.
A lista de raças de gato é bastante grande: a maior parte dos cartório de raças de gato, na verdade, reconhecem entre 30 e 40 raças de gatos, e várias outras estão em desenvolvimento, com uma ou mais novas raças a serem reconhecidas a cada ano, em média, tendo características distintas e origem. Proprietários e criadores competem nos shows de gatos de raça a ver qual animal é mais semelhantes (em melhorconformidade) com a definição idealizada, com base no tipo racial e no padrão da raça para cada raça em questão.
Devido aos comuns cruzamentos inter-raciais em áreas muito povoadas, muitos gatos são simplesmente identificados como pertencentes aos sem raça definida.
Algumas raças de gato originais que tem um fenótipo distinto que é o principal tipo que ocorrem naturalmente como o tipo dominante de "gato doméstico" em sua região de origem, por vezes, são considerados subespécies e, no passado, receberam nomes como tal, embora isso já não seja mais suportado pelos biólogos. Com Felis silvestris o gato selvagem e F. s. catus o gato-doméstico. Algumas dessas raças de gato (com seus nomes científicos inválidos de interesse histórico) são:
- F. catus anura - o Manx cat
- F. catus siamensis - o Siamês
- F. catus cartusenensis - o Chartreux
- F. catus angorensis - o Angorá turco

Coelhos de raça pura
Coelhos cujo antecedência é registrada como "raça pura" podem ser denominados coelhos de raça ou coelhos com pedigree.
A lista de raças de coelhos inclui uma quantidade considerável de raças, todas possuindo como diferença seu pelo e no peso. Os coelhos são expostos em "shows de saltos" que testam a capacidade de o quão alto o coelho salta e que testa sua velocidade também.
Devido a um cruzamento extensivo entre raças e  em cidades urbanas é mais comum encontrarem coelhos srd.

### Gadode raça pura

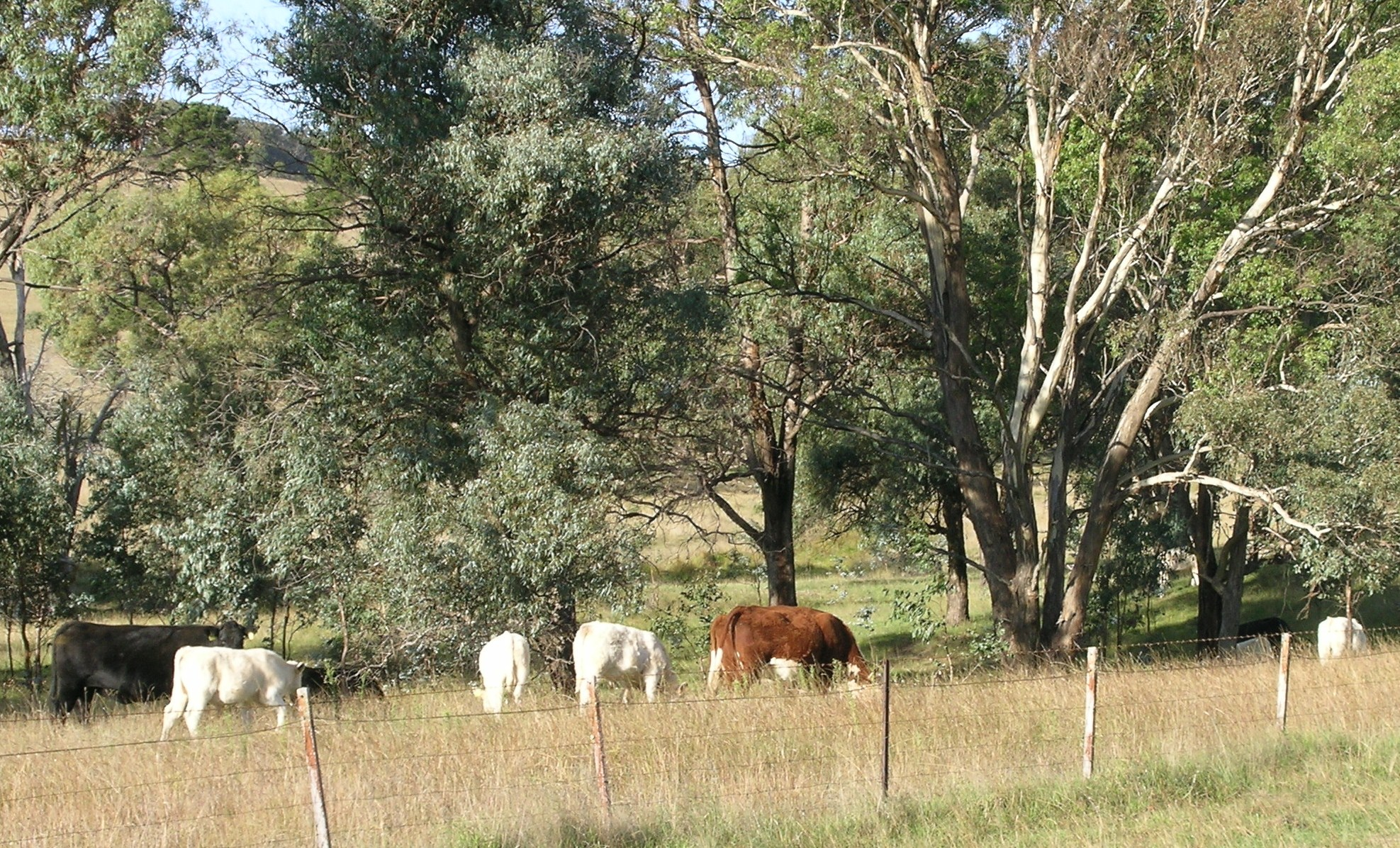
Bezerros Charoleses que foram transferidos como embriões, com seus mães receptoras das raças Angus e Hereford.

A maior parte dos animais domesticados de fazenda também possuem criação de raças puras e de registros da raça, especialmente de gado bovino, ovino, caprino, e de coelhos e porcos. Enquanto os animais criados exclusivamente para o mercado de venda não são sempre puro-sangue, ou se são puro-sangue não podem ser registrados, a maioria dos produtores de gado valorizam a presença do estoque genético das raças puras pela consistência de características que tais raças proporcionam. É comum que nas fazendas os reprodutores machos, em particular, sejam de raça pura, com linhagem registrada em pedigree.
Em bovinos, algumas associações de criadores fazem uma diferença entre o "puro por cruza" (P.C.) e "puro de origem" (P.O.). Gado puro de origem são totalmente animais de pedigree, onde cada antepassado está registrado no livro genealógico e mostra as características típicas da raça. Puro por cruza são aqueles animais que foram selecionados até ao estado "apurado", como resultado da utilização de animais acasalados com um animal de outra raça. As associações de criadores regulam a percentagem de genética P.O. necessária para um animal para ser considerado puro por cruza, geralmente acima de 87,5%.
A criação artificial através de inseminação artificial ou transferência de embriões é frequentemente usado em ovelhas e criação de gado para expandir rapidamente, ou melhorar rebanhos de raça pura. AS técnicas de transferência de embriões permitem que fêmeas de alta qualidade tenham uma maior influência sobre o avanço genético de uma manada ou rebanho, da mesma maneira que a inseminação artificial tem permitido uma maior utilização do reprodutores machos de alta qualidade.